# Urara Takano
Urara Takano (高乃 麗?, Takano Urara; Tōgane, 16 agosto 1961) è un'attrice e doppiatrice giapponese. Takano gestisce l'agenzia Remax, benché lei fosse originariamente affiliata con la Ken Production. È la madre dell'attrice Anna Kirie. Il suo vero nome, che in precedenza utilizzava anche sul palcoscenico, era Hisako Takayama (高山 ひさ子?, Takayama Hisako).

## Ruoli principali

### Serie televisive anime
- Animal Yokocho (Shimako Shima)
- Beyblade (Kai Hiwatari)
- Captain Tsubasa Road to 2002 (Ryo Ishizaki)
- Darker than Black (Alma)
- Diamond Daydreams (Shoko Saibara)
- Grander Musashi (Musashi Kazama)
- HeartCatch Pretty Cure! (Sasorina)
- Hetalia: Axis Powers (Bielorussia)
- Hunter × Hunter (Illumi Zoldyk)
- Il libro della giungla (Mowgli)
- Let's & Go - Sulle ali di un turbo (Ryou Takaba)
- Jang Geum's Dream (Yoon Yeong Ro)
- Konjiki no Gash Bell!! (Zeon)
- Macross 7 (Veffidas Feaze, Akiko Hojo)
- Mahoujin Guru Guru (Gipple)
- Moomin[non chiaro] (Flora)
- Nekketsu Saikyo Gozaurer (Kenichi Minesaki)
- Oh, mia dea! (Marller)
- Paradise Kiss (Risa)
- Pokémon (Raichu)
- Saber Marionette (Tiger)
- Sakura Wars (Maria Tachibana)
- Simoun (Wauf)
- Tiny Toons (Montana Max)
- The Powerpuff Girls (Signora Sara Bellum, Piccolo Arturo)
- Turn A Gundam (Cancer Kafuka)
- Yu-Gi-Oh! (Insettore Haga)
- YuYu Hakusho (Kaisei Sato)

### OVA e ONA
- Bubblegum Crisis (Kate Madigan)
- Final Fantasy: Legend of the Crystals (subordinata di Rouge)
- Mega Man: Upon a Star (Proto Man)
- One Piece: Taose! Kaizoku Gyanzac (Monkey D. Rufy)
- Saber Marionette R (Edge)
- The Grimm Variations (anziana signora)

### Videogiochi
- Cyberbots: Full Metal Madness (Mary Miyabi)
- Devil May Cry 4: Special Edition (Echidna)
- Fate/Extra (Rider/Francis Drake)
- Fate/Grand Order (Rider/Francis Drake, Archer/Billy the Kid)
- Fate/Extella: The Umbral Star (Rider/Francis Drake)
- Gunparade March (Kaori Tashiro)
- Horizon Zero Dawn (GAIA)
- Horizon Forbidden West (GAIA)
- Infamous 2 (Nix)
- James Bond 007: Everything or Nothing (Serena San Germaine)
- Kingdom Hearts 3D: Dream Drop Distance (Esmeralda)
- Kingdom Hearts III (Tia Dalma)
- SaGa: Scarlet Grace – Ambitions (Irene)
- Sakura Wars (Maria Tachibana)
- Sakura Wars 2: Thou Shalt Not Die (Maria Tachibana)
- Sakura Wars 3: Is Paris Burning (Maria Tachibana)
- Sakura Wars 4: Fall in Love, Maidens (Maria Tachibana)
- Sakura Wars: In Hot Blood (Maria Tachibana)
- Super Robot Wars (Rejiane)
- Sonic Shuffle (Void)
- Valkyrie Profile (Jayle, Regina Iseria Queen, moglie di Belina)

### Ruoli doppiati
- Devil May Cry (Echidna)
- Fallout (Betty Pearson)